# 북마리아나 제도 여자 축구 국가대표팀
북마리아나 제도 여자 축구 국가대표팀은 북마리아나 제도를 대표하는 여자 축구 국가대표팀으로 북마리아나 제도 축구 협회에서 관리한다. 국제 축구 연맹 회원은 아니므로 FIFA 여자 월드컵 출전은 불가능하지만 아시아 축구 연맹의 회원국이자 동아시아 축구 연맹의 정식 회원이므로 AFC 여자 아시안컵과 EAFF E-1 풋볼 챔피언십에는 참가할 수 있으며 2009년 8월 22일 괌과의 2010년 EAFF 여자 챔피언십 준결승 리그 1차전에서 첫 국제 경기를 치렀다.

## 국제 대회 경력

### EAFF E-1 풋볼 챔피언십
2010년에 처음 참가하여 지금까지 꾸준히 출전하고 있지만 아직까지 몽골, 괌 등에 밀려 예선 라운드를 통과한 경험은 없다. 그나마 2015년 대회 1라운드에서 같은 최약체팀인 마카오를 7-0으로 대파하며 마침내 국제 대회 첫 승을 올렸는데 이 경기는 현재까지 북마리아나 제도 여자 축구팀이 최다 점수차로 승리를 거둔 국제 경기로 기록되어 있다.

## 성적

### EAFF E-1 풋볼 챔피언십
- 2010년: 7위 (예선 라운드)
- 2013년: 9위 (1라운드)
- 2015년: 8위 (1라운드)
- 2017년: 9위 (1라운드)
- 2019년: 8위 (1라운드)

## 같이 보기
- 북마리아나 제도 축구 국가대표팀
- 북마리아나 제도 축구 협회